# Diurese
Diurese betegner urinproduktion målt i volumen pr. tidsenhed, f.eks. milliliter pr. time. Denne vil for et menneske i neutral væskebalance være ca. 1 ml pr. time pr. kg legemsvægt, således ca. 70 ml pr. time for en person på 70 kg eller ca 1,5 liter i døgnet.
| Fysiologi | Spire Denne artikel om fysiologi er en spire som bør udbygges. Du er velkommen til at hjælpe Wikipedia ved at udvide den. |